# Clube alpino italiano
O Clube alpino italiano (CAI), é uma federação de clubes de montanhismo italiana com o objectivo de promover o desporto ao ar livre na montanha.

## História
O CAI foi fundado em 1863 em Turim com objectivo de desenvolver o conhecimento da montanha e das sua diferentes actividade, culturais ou desportivas , e é a mais antiga associação de montanhismo italiana,

## Missão
Favorecendo todas as práticas desportivas relacionadas com a montanha, abrange tanto o  montanhismo (como  o alpinismo, escalada, etc.) como o esqui (como o esqui alpino, esqui de fundo etc,), como a espeleologia, etc. Todas as suas actividades são devidamente enquadradas dentro do respectivo clube por pessoal qualificado, os monitores tanto benévolos como profissionais que para obterem o título de monitores têm de passas provas no terreno e exames reconhecidos pelo estado francês. 
Da CAI também faz parte o "Corpo nacional de socorro alpino e de espeleologia" que é uma estrutura operacional com uma larga autonomia e enquanto que ajudando em caso de calamidade faz igualmente parte da defesa civil.

## Refúgios
O CAI também tem por missão gerir e assegurar a manutenção dos inúmeros refúgios de montanha e chalets repartidos pelo maciço montanhoso italiano

## CAA
Este clube é um dos membros dos Clubes do Arco Alpino (CAA) que  foi fundado a 18 de Novembro de 1995 em Schaan no Liechtenstein.